# Kettenstich

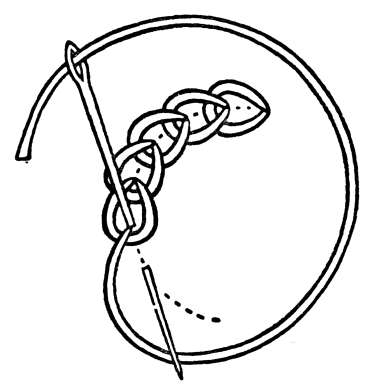
Einfacher Kettenstich beim Handnähen. Das erzeugte kettenartige Muster gab ihm diesen Namen

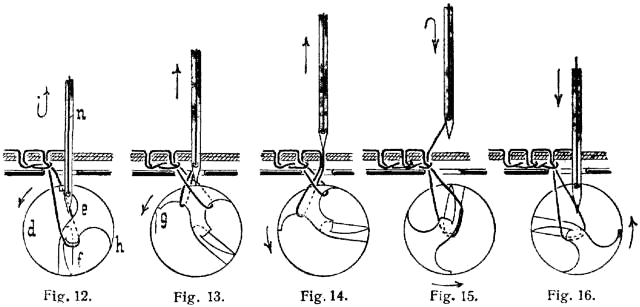
Erzeugen des Einfaden-Kettenstichs mit einer Nähmaschine

Der Kettenstich (auch Kettstich) dient dem Vernähen (Verbinden) von Stoffteilen in der Textilverarbeitung und ist gleichzeitig ein wichtiger Stich der Stickerei, z. B. bei der Tambourstickerei. Die Nadel sticht hierbei neben der Ausstichstelle ein und bildet so eine Schlinge. Diese wird um die neue Ausstichstelle gelegt. Durch die Wiederholung der Arbeitsschritte entlang einer gedachten Linie entsteht eine Schlingenkette. Industrienähmaschinen können mit Hilfe von Kettenstichen sehr elastische Nähte herstellen.